# Jakob Kobal
Jakob Kobal, slovenski glasbenik.
Odraščal je v Idriji in začel z glasbenim udejstvovanjem na lokalni punk sceni. Sledila je selitev v Novo Gorico, kjer je obiskoval srednjo računalniško šolo. Ko je v drugem letniku prejel v dar kitaro, je začel ustvarjati kot kantavtor in kmalu po tistem je pustil šolo ter se povsem posvetil glasbi. Ubral je melanholičen in poetičen slog ter prodrl že s svojim prvim singlom »Cloudless Skies« ob spremljavi vokalistke, sestrične Kaje Tokuhisa in saksofonista Naceta Kogeja leta 2016. Ta je postal ena najbolj predvajanih skladb leta na Valu 202 in mu prinesel priložnost sodelovati na nekaj festivalih za neuveljavljene glasbenike. Takrat je stopil v stik z njim tudi producent Peter Penko, s katerim sta začela ustvarjati njegov prvi album.
Sledila je selitev v Ljubljano in nato Koper, počasi je zbral okrog sebe skupino, ki se je poimenovala Imaginary Friends, in z njo spomladi 2019 izdal prvenec Cloudless. Trenutno ustvarja nov album, ki ga napoveduje singl »Mother« (2019).
Ustvarja v angleščini.